# Пілотний епізод
Піло́тний епізо́д, або просто «пілот» — пробний випуск телепередачі, спеціально знятий для демонстрації телепередачі її потенційному замовнику (телеканалу). Пілот створено, щоб стати тестовим полігоном для оцінки успішності серії. Таким чином, це тестовий епізод для запланованого телевізійного серіалу, ранній крок у розвитку серіалу, подібно до того, як пілотні дослідження служать попередниками початку більшої діяльності. У випадку успіху стає першим випуском телепередачі, але іноді пілотний епізод серіалу може транслюватися як пізніший епізод або взагалі не виходити в ефір..
Виробництво серіалів є тривалим і дорогим процесом і може привести до збитків, тому результати сприйняття пілотного епізоду може запобігти цьому. Телевізійні мережі використовують пілотні програми, щоб визначити, чи можна успішно реалізувати розважальний задум і чи виправдані витрати на додаткові епізоди. Пілот найкраще розглядати як прототип наступного шоу, оскільки елементи часто змінюються від пілоту до серіалу. Також пілотний епізод дає змогу виявити всі слабкі місця сценарію та оформлення студії.
Пілотні випуски використовуються для запобігання ризиків, пов'язаних із культурними особливостями кожної нації. Наприклад, певні телепередачі, що користуються попитом в одній країні, можуть викликати обурення та незадоволення в інших країнах. Тому телевізійні компанії в ліцензійних угодах надають змогу телеканалам перевірити сприйняття глядачами за допомогою пілотного випуску.

## Типи пілотів

### Пілот передумови
Пілотна програма знайомить глядача з героями та їхнім світом; вона побудована таким чином, що його можна запускати як перший епізод серіалу, якщо не буде внесено суттєвих змін між пілотним етапом і зеленим світлом. Якщо внесені зміни є настільки суттєвими, що викликають плутанину у глядачів, пілотний фільм (або його частини) часто перезнімають, переробляють або переписують, щоб відповідати решті серіалу.
Якщо мережа замовляє двогодинний пілот, вона зазвичай транслює його як телевізійний фільм, щоб компенсувати частину своїх витрат, навіть якщо мережа вирішить не замовляти шоу. Іноді створений для ТБ фільм знімають як пілот, але через відсутність акторів інтро серіалу перезнімають для першої серії, що вийшла в ефір.

### Доказ концепції
Пілотний тест на підтвердження концепції зазвичай відбувається хронологічно більш далеко в серіалі, ніж пілот передумови, щоб дати керівникам мережі краще зрозуміти, як виглядатиме типовий епізод (оскільки початковому пілоту, можливо, доведеться відхилитися від типового епізоду, щоб належним чином представити персонажів). Ремінгтон Стіл використовував як і метод підтвердження концепції, так і пілот передумови. Докази концепції були особливо поширені для ігрових шоу; у таких випадках пілотна програма може бути повністю або частково написана за сценарієм (і, отже, через правила, прийняті після скандалів із вікторинами 1950-х років, заборонена для трансляції в багатьох юрисдикціях) і використовувати фальшивих учасників і «чемпіонів, що повертаються», щоб продемонструвати ці концепції. У пригодницькому серіалі «Лессі» був пілот «Спадок», розроблений спеціально для показу в якості першого епізоду серіалу, показуючи, як власник серіалу «Лессі» Джефф Міллер придбав її; і тестовий пілот концепції, "The Well", продемонстрував ситуації, типові для серіалу, який показувався в першому сезоні серіалу.

### Пут-пілот (put pilot)
Пут-пілот – це пілот, який мережа погодилася транслювати як спеціальну програму або серіал; якщо цього не зробити, їй доведеться сплатити студії значні грошові штрафи. Зазвичай це гарантує, що пілот буде підібрано мережею або студією.

### Непроданий пілот
Непроданий пілот або «розбитий пілот» — це створений епізод, який ніколи не транслюєтватиметься або не перетворюватиметься на телевізійний серіал. За підрахунками Variety, лише трохи більше чверті всіх пілотів, створених для американського телебачення, переходять до відповідного серіалу.

### Тестовий запуск
Замість одного пілотного епізоду альтернативою виконується тестовий запуск, невелика кількість епізодів, які транслюються як короткосерійний серіал з потенціалом для повного виробництва в разі успіху. Це особливо поширене серед шоу, які призначені для зйомок та виходять в ефір п’ять днів на тиждень. Ток-шоу час від часу використовують тестові прогони. Metromedia та її спадкоємець Fox Corporation були особливо пов’язані з використанням тестових прогонів для ток-шоу. У 2021 році Fox Alternative Entertainment використала тестовий ринковий підхід для свого нового формату конкурсу талантів реаліті-шоу The Big Deal, створивши сезон серіалу для ірландської телекомпанії Virgin Media One з наміром використовувати його як презентацію для Fox та інших телекомпаній.

### 10/90
У моделі виробництва 10/90 мережа транслює десять епізодів нової телевізійної програми без попереднього замовлення пілотної програми. Якщо епізоди досягають попередньо визначеного рівня рейтингу, мережа замовляє ще 90, щоб довести загальну кількість до 100 епізодів, достатньо негайно для повторного показу шоу в синдикації.